# Городской стадион (Брно)
Городской футбольный стадион (чеш. Městský fotbalový stadion), другое название Городской футбольный стадион Србска (чеш. Městský fotbalový stadion Srbská) — футбольный стадион в Брно.
Стадион был открыт в 1949 году, принадлежит городу Брно. Ранее, на стадионе проводились финалы Атлетических игр, скачки, каждые пять лет проводились городские спартакиады. В начале 60-х годов на этом стадионе проводил домашние матчи ФК «Спартак Кралово-Поле». В 2001 году состоялась первая реконструкция стадиона, которая обошлась городу в 110 миллионов чешских крон. Общая вместимость составила 12 550 мест, из которых 1 550 крытых, 6 400 некрытых, 4 000 стоячих и 600 стоячих для болельщиков гостей. Также 50 мест зарезервировано для журналистов. Осенью 2015 года была построена крыша над западной трибуной. 
С 2001 года стадион является домашней ареной клуба «Зброёвка». В сезоне 2013/14, на стадионе также выступал новичок Гамбринус лиги «Зноймо».